# Real Madrid Castilla
Real Madrid Castilla spelar från och med säsongen 2014/2015 i Segunda División B, efter att ha blivit nedflyttade från Segunda División. Det är den spanska fotbollsklubben Real Madrids reservlag. Laget grundades 1930 som Agrupación Deportiva Plus Ultra och bytte 1972 namn till Castilla Club de Fútbol. De spelar sina hemmamatcher på Alfredo Di Stéfano-arenan, som har en publikkapacitet på 6000 personer.
Många ungdomar drömmer om att spela här då de har chansen att gå till Real Madrid som lärlingar. Bara U23-spelare eller U25-spelare med professionella kontrakt kan gå till A-laget. Kända spelare som spelar eller har spelat för Real Madrid Castilla inkluderar Raúl, Raúl Bravo, Guti, Iker Casillas, Mutiu Adepoju, Dani, Alberto Bueno, Javi García, Roberto Soldado, Esteban Cambiasso, Álvaro Arbeloa, Miguel Torres, Daniel Opare och Alípio Duarte Brandao. Luis Aragonés spelade för klubben på 1950- och 60-talet, Vicente del Bosque mellan 1969 och 1971 och Rafael Benítez mellan 1974 och 1981. Emilio Butragueño spelade här åren 1982-1983 under tränaren Amancio Amaro. Valencia-målvakten Santiago Cañizares spelade här 1988-1989.En annan tidigare målvakt är sångaren Julio Iglesias.
1991 förbjöd det spanska fotbollsförbundet, Real Federación Española de Fútbol, användandet av separata namn för reservlag och Castilla CF, som klubben hetat sedan 1972, blev sedermera känt som Real Madrid Deportiva och senare Real Madrid B. Inför säsongen 2004/2005, under tränaren Juan Ramón López Caro, bytte klubben till dess nuvarande namn, Real Madrid Castilla. Laget tränades fram till början av 2016 av den före detta storspelaren och Real Madrid-legendaren Zinedine Zidane.

## Spelartruppen
| Nr | Land                    | Pos | Namn                                        |
| -- | ----------------------- | --- | ------------------------------------------- |
| 1  | Spanien                 | MV  | Luis López                                  |
| 2  | Brasilien               | F   | Vinicius Tobias (lån från Sjachtar Donetsk) |
| 3  | Spanien                 | F   | Rafa Marín                                  |
| 4  | Spanien                 | F   | Álvaro Carrillo                             |
| 5  | Spanien                 | F   | Pablo Ramón                                 |
| 6  | Spanien                 | MF  | Mario Martín                                |
| 7  | Frankrike               | MF  | Théo Zidane                                 |
| 8  | Spanien                 | MF  | Carlos Dotor (Kapten)                       |
| 9  | Spanien                 | A   | Noel López                                  |
| 10 | Spanien                 | MF  | Sergio Arribas                              |
| 11 | Dominikanska republiken | MF  | Peter González                              |
| 13 | Spanien                 | MV  | Lucas Cañizares                             |

| Nr | Land    | Pos | Namn                                   |
| -- | ------- | --- | -------------------------------------- |
| 14 | Spanien | MF  | Álvaro Martín                          |
| 15 | Spanien | F   | Lucas Alcázar                          |
| 16 | Japan   | MF  | Pipi Nakai                             |
| 17 | Spanien | A   | Álvaro Leiva                           |
| 18 | Spanien | MF  | Javi Villar                            |
| 19 | Spanien | F   | Marvel                                 |
| 20 | Spanien | MF  | Bruno Iglesias                         |
| 21 | Spanien | A   | Iker Bravo (Lån från Bayer Leverkusen) |
| 22 | Spanien | MF  | Óscar Aranda                           |
| 23 | Spanien | MF  | Rafa Llorente                          |
| 24 | Spanien | MV  | Mario de Luis                          |